# Trenton (Illinois)
Trenton – miasto w Stanach Zjednoczonych, w stanie Illinois, w hrabstwie Clinton.